# Nwya Devu
Nwya Devu (en chino, 尼阿底; pinyin, Ní'ādǐ) es un yacimiento arqueológico situado en un lugar de gran altitud de la meseta tibetana ubicado en la región oriental de Changtang del Tíbet. A unos 4600 m (15 092 pies) sobre el nivel del mar, Nwya Devu es el yacimiento arqueológico más alto conocido del Paleolítico y aporta pruebas de una de las primeras presencias humanas conocidas en un yacimiento de gran altitud, en torno a los 40 000-30 000 BP.

## Antecedentes
El yacimiento fue descubierto en 2013 durante la prospección arqueológica sistemática que fue llevada a cabo por el Instituto de Conservación de Reliquias Culturales del Tíbet y el Instituto de Paleontología de Vertebrados y Paleoantropología. Nwya Devu se encuentra en la antigua terraza lacrustre de Co Ngoin, un lago de agua dulce cercano al norte del yacimiento.

## Estratigrafía
Los arqueólogos identificaron tres  capas estratigráficas en el yacimiento y excavaron alrededor de 170 cm (6 pies) de depósitos en profundidad. La «capa 1» está datada por OSL de alrededor de 13 000 a 4000 a. C.. Las conchas de moluscos tomadas de la parte más baja de la «Capa 1» arrojaron una Fecha AMS que oscila entre los 12 700 y los 12 400 años a. C., lo que coincide con la datación por OSL. La «capa 2» está fechada por OSL entre 25 000 y 18 .000 años a. C. y se corresponde con el Último Máximo Glacial. La capa más antigua, la «capa 3», está fechada por OSL entre 45 000 y 30 000 a. C.. Aunque se encontraron artefactos fuera de la «Capa 3», los arqueólogos que trabajaron en el sitio creen que todos los artefactos provienen del conjunto asociado a la Capa 3.{sfn|Zhang|Dennell|2018} Las pruebas paleoambientales sugieren que el clima local era más suave durante la época de la capa 3 en comparación con el presente.

## Artefactos
Se excavaron 3683 artefactos líticos en el yacimiento. El conjunto lítico de Nwya Devu consiste principalmente en núcleos de cuchillas, núcleos de lascas, cuchillas, lascas, trozos y herramientas. Todos los artefactos líticos de Newa Devu se obtuvieron de la pizarra negra que se obtuvo localmente, de la cercana colina de Nwya Devu, que se encuentra a unos 800 metros al este del yacimiento. Las hojas encontradas en el yacimiento se fabricaron con una técnica diferente a las que usaron el Método Levallois, mediante el uso de núcleos prismáticos. Los arqueólogos creen que Nwya Devu, con acceso a una buena fuente de materias primas en las cercanías, fue probablemente el sitio de un taller de fabricación de herramientas líticas, con un enfoque principal en la creación de cuchillos largos y raspadores que podrían tener un mando convenientemente adaptado. Algunas de las hojas excavadas tenían más de 20 cm de longitud. El conjunto lítico de Nwya Devu parece ser único y no está obviamente relacionado con ningún otro yacimiento de Asia oriental. Muestra algunas similitudes con los yacimientos del Paleolítico Superior temprano de Siberia (Kara Bom) y Mongolia (Tolbor-21).